# Comblanchien
Comblanchien település Franciaországban, Côte-d’Or megyében. Lakosainak száma 604 fő (2022. január 1.). Comblanchien Chaux, Premeaux-Prissey, Villers-la-Faye és Corgoloin községekkel határos.

## Népesség
A település népességének változása:
| Lakosok száma | 679  | 572  | 540  | 678  | 677  | 658  | 637  | 616  | 607  | 604  |
|               | 1968 | 1982 | 1990 | 2006 | 2013 | 2015 | 2017 | 2019 | 2020 | 2022 |